# Вулиця Михайла Драгоманова (Кременчук)
Ву́лиця Миха́йла Драгома́нова — одна з вулиць Кременчука. Протяжність близько 2325 метрів.

## Розташування
Вулиця розташована в Крюкові. Одна з декількох вулиць міста, які складаються з двох окремих віддалених частин. Вулиця починається коротким тупіковим(сліпим) відрізком на північному виступі Крюкова в маленькому квартальчику двоповерхових житлових будинків та виходить, впираючись у Літературний провулок. Інший(довгий) відрізок вулиці починається за 375 метрів від кінця своєй короткої частини недалеко з вул. Івана Приходька та прямує на південний схід, де входить у вул. Республіканську. Таким чином, загальна протяжність вулиці від тупіка до початку вулиці Республіканської складає близько 2325 метрів
Проходить через такі вулиці (з початку до кінця):
- Літературний провулок
- пров. Тополевий
- пров. Івана Кожедуба
- пров. Ракітіна
- Чубинського Павла вулиця
- Кузнечна
- Передовий провулок
- 1-й Ливарний провулок
- Ливарна вулиця
- Івасюка Володимира провулок
- Дружби провулок
- Мирний провулок

## Походження назви
Вулиця була названа до липня 2024 року на честь радянського педагога А. С. Макаренка. Нині вулиця названа на честь українського історика, філософа та публіциста М. П. Драгоманова

## Будівлі та об'єкти
- Буд. № 44 — педагогічно-меморіальний музей А. С. Макаренка.[1]
- Буд. № 107 — церква Успіння Божої Матері.[2]